# غورمانيت
الغورمانيت (Gormanite) هو معدن فوسفات صيغته (Fe,Mg)3Al4(PO4)4(OH)6·2H2O . وسمّي باسم البروفيسور دونالد هيربيرت غورمان في جامعة تورنتو .